# Яценко, Александр Викторович
Алекса́ндр Ви́кторович Яце́нко (род. 22 мая 1977, Волгоград) — российский киноактёр. Трёхкратный лауреат премии «Ника» за лучшую мужскую роль (2016, 2018 и 2024) и двукратный лауреат премии «Золотой орёл» за «лучшую мужскую роль в кино» и за «лучшего актёра онлайн-сериала» (2024).

## Биография
Александр Яценко родился 22 мая 1977 года в Волгограде. Окончив школу, Александр в Волгограде поступил в институт на факультет радиофизики. Однако вскоре передумал и отправился в Тамбов, где поступил на режиссёрско-театральное отделение в Тамбовский государственный университет (педагог Н. В. Белякова), участвовал в студенческих спектаклях. Затем в 1999—2003 годах учился в ГИТИСЕ (мастерская Марка Захарова).
Ещё учась на третьем курсе, в 2003 году, Александр снялся в одной из главных ролей («Штырь») в фильме Бахтиёра Худойназарова «Шик». Окончить ГИТИС Александру Яценко не удалось. За четыре месяца до окончания учёбы его отчислили из института за драку.
На фестивале «Московская премьера» работу Яценко в картине Андрея Прошкина «Солдатский декамерон» отметили призом за лучшую мужскую роль. На кинофестивале «Кинотавр» Рената Литвинова и Александр Яценко удостоились премий за лучшие актёрские работы в картине режиссёра Алексея Балабанова «Мне не больно».
В 2012 году журнал GQ назвал Александра Яценко «Актёром года» на премии «GQ Человек года 2012».
В 2016 году получил премию «Ника» за лучшую мужскую роль за роль потерявшего зрение молодого человека в фильме режиссёра Александра Котта «Инсайт».
В 2017 году сыграл талантливого врача «скорой помощи», переживающего кризис семейных отношений, в фильме «Аритмия» режиссёра Бориса Хлебникова. За эту роль получил призы за лучшую мужскую роль на фестивале «Кинотавр», на 52-м Международном кинофестивале в Карловых Варах, на 53-м международном кинофестивале в Чикаго и Гран-при жюри премии Киноакадемии Азиатско-Тихоокеанского региона (Asia Pacific Screen Awards). В 2018 году за работу в «Аритмии» Яценко получил свою вторую премию «Ника» за лучшую мужскую роль.
В 2020 году стало известно, что он сыграет Ивана Грозного в телесериале «Грозный».

## Личная жизнь
Первая жена — Марина Рожкова, гримёр. 25 мая 2015 года у Александра и Марины родился сын.
Вторая жена — Ксения Иванова. Дети Арсений (2018) и Александр (4 декабря 2019 года).

## Фильмография
| Год       |     | Название                                 | Роль                                                        |
| --------- | --- | ---------------------------------------- | ----------------------------------------------------------- |
| 2003      | ф   | Шик                                      | «Штырь»                                                     |
| 2006      | ф   | Солдатский декамерон                     | Боря Кульшан                                                |
| 2006      | ф   | Мне не больно                            | Миша                                                        |
| 2006      | ф   | Свободное плавание                       | Леонид                                                      |
| 2007      | ф   | 7 кабинок                                | наркоман                                                    |
| 2007      | с   | Смерть шпионам!                          | лейтенант Валерий Родионович Летягин, командир взвода связи |
| 2007      | с   | Судебная колонка                         | Олег Зильберштейн                                           |
| 2007      | с   | Завещание Ленина                         | Гудаев                                                      |
| 2009      | ф   | Короткое замыкание                       | Саша                                                        |
| 2009      | ф   | Сумасшедшая помощь                       | участковый Кольцов                                          |
| 2009      | кор | 9 мая. Личное отношение новелла "Диалог" | Костя, сценарист                                            |
| 2009      | с   | Черчилль                                 | Антон Шапкин                                                |
| 2010      | с   | Дом образцового содержания               | Александр Керенский                                         |
| 2010      | ф   | Капитаны                                 | Николай                                                     |
| 2010      | ф   | Кто я?                                   | Паша Матвеев                                                |
| 2010      | ф   | Апельсиновый сок                         | молодой врач Егор                                           |
| 2011      | кор | Влюблённые в Киев                        | Илья                                                        |
| 2011      | ф   | Сердца бумеранг                          | Костя                                                       |
| 2011      | ф   | Орда                                     | Фёдор, келейник Святителя Алексия                           |
| 2012      | ф   | Пока ночь не разлучит                    | официант                                                    |
| 2012      | с   | Обратная сторона Луны                    | Игорь Крамер, ученик ювелира                                |
| 2012      | ф   | Всё просто                               | Анатолий                                                    |
| 2013      | ф   | Долгая счастливая жизнь                  | Александр Сергеевич                                         |
| 2013      | ф   | Репетиции                                | сосед по палате                                             |
| 2013      | ф   | Расфокусин                               | Паша                                                        |
| 2013      | с   | Оттепель                                 | Егор Ильич Мячин, молодой кинорежиссёр                      |
| 2014      | с   | Екатерина                                | Пётр III                                                    |
| 2015      | с   | Фарца                                    | Серёжа «Берём-и-Едем»                                       |
| 2015      | с   | Тихий Дон                                | Мишка Кошевой                                               |
| 2015      | ф   | Инсайт                                   | Павел Зуев                                                  |
| 2015      | кор | Как жизнь без любви                      | Александр                                                   |
| 2016      | ф   | Ледокол                                  | Цимбалистый                                                 |
| 2016      | ф   | Чистое искусство                         | Зуев, друг Андрея                                           |
| 2016      | ф   | Дуэлянт                                  | Яковлев младший                                             |
| 2016      | с   | Должок                                   | Николай Лопаткин                                            |
| 2016      | кор | Регистраторша                            | канализационщик                                             |
| 2017      | ф   | Аритмия                                  | Олег, врач «скорой помощи»                                  |
| 2017      | с   | Чернобыль 2: Зона отчуждения             | Виталий Сорокин, инженер 4-го блока ЧАЭС                    |
| 2017      | с   | Доктор Рихтер                            | Сергей Феликсович Филин                                     |
| 2017      | с   | Отличница                                | капитан милиции Петров                                      |
| 2017      | с   | Хождение по мукам                        | Алексей Красильников                                        |
| 2018      | с   | Ненастье                                 | Герман Неволин («Немец»)                                    |
| 2018—2022 | с   | Год культуры                             | Анатолий Аркадьевич Сапрыкин, преподаватель                 |
| 2018      | ф   | Год свиньи                               | Директор/брат директора                                     |
| 2019      | ф   | Чернобыль: Зона отчуждения. Финал        | Виталий Сорокин, инженер 4-го блока ЧАЭС                    |
| 2019      | с   | Эпидемия                                 | Павел, врач скорой                                          |
| 2019      | с   | Цыплёнок жареный                         | Павел Тимофеевич Латочкин, портной                          |
| 2019      | кор | Last quest                               | Олег                                                        |
| 2019      | ф   | Молодое вино                             | Слава в зрелости                                            |
| 2019      | ф   | Одесский пароход                         | Витя                                                        |
| 2020      | ф   | Стрельцов                                | Юрий Дмитриевич Постников                                   |
| 2020      | с   | Грозный                                  | Иван Грозный в молодости                                    |
| 2021      | с   | Угрюм-река                               | Илья Сохатых                                                |
| 2021      | ф   | Капитан Волконогов бежал                 | майор Гвоздев                                               |
| 2021      | ф   | Оторви и выбрось                         | Олег                                                        |
| 2022      | с   | Бизон: Дело манекенщицы                  | Антон Светин                                                |
| 2022      | ф   | День слепого Валентина                   | Роман                                                       |
| 2022      | с   | Чёрная весна                             | Александр Баранов (дядя Саша «Проповедник»)                 |
| 2023      | с   | Я любила мужа                            | Олег, следователь                                           |
| 2023      | с   | Фишер                                    | Валерий Козырев                                             |
| 2023      | с   | Шаляпин                                  | Константин Коровин                                          |
| 2023      | ф   | Праведник                                | Николай Киселёв                                             |
| 2023      | с   | Операция «Неман»                         | Павел Васильевич Алехин                                     |
| 2024      | ф   | Мастер и Маргарита                       | Алоизий                                                     |
| 2024      | ф   | Ненормальный                             | Юрий                                                        |
| 2024      | с   | Я знаю, кто тебя убил                    | Герман                                                      |
| 2024      | с   | Юг                                       | папа 4                                                      |
| 2024      | с   | Дети перемен                             | Валера                                                      |

## Награды
- 2005 — приз за лучшую мужскую роль (в фильме «Солдатский декамерон», реж. Андрей Прошкин) на III Московском фестивале отечественного кино «Московская премьера»[10];
- 2006 — приз за лучшую мужскую роль (в фильме «Мне не больно», реж. Алексей Балабанов) на XVII Открытом российском кинофестивале «Кинотавр» в Сочи[11][12][13];
- 2012 — лауреат премии «GQ Человек Года 2012» журнала GQ в номинации «Актёр года» за исполнение ролей в фильмах «Орда» и «Пока ночь не разлучит»[14];
- 2013 — приз за лучшую мужскую роль (в фильме «Долгая счастливая жизнь», реж. Борис Хлебников) на кинофестивале «Виват кино России!» в Санкт-Петербурге[15];
- 2013 — приз за лучшую мужскую роль (в фильме «Долгая счастливая жизнь») на кинофестивале «Созвездие» в Ярославле[16];
- 2013 — приз за лучшую мужскую роль (в фильме «Долгая счастливая жизнь») на кинофестивале «Край света» в Южно-Сахалинске[17];
- 2015 — номинация на премию «Золотой орёл» за лучшую мужскую роль на телевидении (телесериал «Оттепель»);
- 2015 — номинация на Профессиональный приз Ассоциации продюсеров кино и телевидения в области телевизионного кино в категории «Лучший актёр второго плана в телевизионном фильме/сериале» (телесериал «Екатерина»);
- 2016 — номинация на премию «Золотой орёл» за лучшую мужскую роль на телевидении (телесериал «Екатерина»);
- 2016 — премия «Ника» за лучшую мужскую роль (фильм «Инсайт»);
- 2016 — приз за лучшую мужскую роль на кинофестивале «Виват кино России!» в Санкт-Петербурге (фильм «Инсайт»)[18];
- 2017 — приз за лучшую мужскую роль на XXVIII Открытом российском кинофестивале «Кинотавр» в Сочи (фильм «Аритмия»)[19];
- 2017 — приз за лучшую мужскую роль на 52-м Международном кинофестивале в Карловых Варах (фильм «Аритмия»)[6];
- 2017 — приз за лучшую мужскую роль на 2-м Уральском кинофестивале российского кино (фильм «Аритмия»)[20];
- 2017 — приз за лучшую мужскую роль на 53-м Международном кинофестивале в Чикаго (фильм «Аритмия»)[7];
- 2017 — Гран при жюри премии Киноакадемии Азиатско-Тихоокеанского региона (Asia Pacific Screen Awards) (фильм «Аритмия»)[21];
- 2018 — премия «Ника» за лучшую мужскую роль (фильм «Аритмия»);
- 2018 — номинация на премию «Золотой орёл» за лучшую мужскую роль (фильм «Аритмия»);
- 2020 — номинация на премию «Золотой орёл» за лучшую мужскую роль на телевидении (сериал «Ненастье»);
- 2021 — номинация на премию «Золотой орёл» за лучшую мужская роль второго плана (фильм «Стрельцов»);
- 2024 — премия «Золотой орёл» в категории «Лучшая мужская роль в кино» (фильм «Праведник»)[22];
- 2024 — премия «Золотой орёл» в категории «Лучший актёр онлайн-сериала» (сериал «Фишер», совместно с Иваном Янковским)[22].
- 2024 — Приз за лучшую мужскую роль (фильм «Ненормальный») на VIII Кинофестивале БРИКС[23].

## Общественная позиция
В 2018 году принял участие в проекте «Новой газеты» в поддержку заключённого в России украинского режиссёра Олега Сенцова.